# Odžak (Bugojno, BiH)
Odžak je naseljeno mjesto u općini Bugojno, Federacija Bosne i Hercegovine, BiH.

## Ime
Ime je dobio po odžacima, jednokatnicama od kamena, ćerpiča i drva, namijenjenih stanovanju i smještenih uz kule. Kule su bile višekatne ali nisu imale stambena prostora, pa su zato građeni odžaci.

## Zemljopis
Smješten u Skopaljskoj dolini, na pola puta od Bugojna ka Uskoplju, na desnoj obali Vrbasa.

## Povijest
Selo je stradalo u bošnjačko-hrvatskom sukobu. Nakon bitke za Bugojno, petorica hrvatskih civila zarobljeni su u Odžaku, zatvoreni u školi, a zatim ubijeni.
Srpnja 1993. ubile su muslimansko-bošnjačke postrojbe u Odžaku sedmoricu Hrvata. To su: Jakov (Stipo) Gašpar (r. 1929.), Dragutin (Fabijan) Bartulović (r. 1932.), Zdravko (Stjepan) Keškić (r. 1959.), Stipo (Marko) Stipić (r. 1954.), Ilija (Niko) Keškić (r. 1906.), Zdenko (Dragutin) Bartulović (r. 1968.) i Stipo (Niko) Lubar (r. 1949.).

## Stanovništvo

### Popisi 1971. – 1991.
| Odžak              |              |              |              |
| godina popisa      | 1991.        | 1981.        | 1971.        |
| Muslimani          | 351 (67,11%) | 286 (58,84%) | 261 (55,76%) |
| Hrvati             | 166 (31,73%) | 188 (38,68%) | 203 (43,37%) |
| Srbi               | 0            | 1 (0,20%)    | 1 (0,21%)    |
| Jugoslaveni        | 0            | 11 (2,26%)   | 3 (0,64%)    |
| ostali i nepoznato | 6 (1,14%)    | 0            | 0            |
| ukupno             | 523          | 486          | 468          |

### Popis 2013.
| Odžak              |              |
| godina popisa      | 2013.        |
| Bošnjaci           | 293 (92,43%) |
| Hrvati             | 21 (6,62%)   |
| Srbi               | 0            |
| ostali i nepoznato | 3 (0,95%)    |
| ukupno             | 317          |

## Poznate osobe
- Rodno mjesto bosanskih vezira, alajbegova i inih vojskovođa, čije je podrijetlo od Rustem-paše i Ali-paše Skopljaka, rodonačelnika Rustempašića i Sulejmanpašića.[2]

## Znamenitosti
Znamenitosti su:
- porušena kula Sulejmanpašića
- zapuštena kula Rustempašića, nekada su bile dvije (Gazi Ahmed-pašina kula[6])
- džamija, sagrađena na mjestu starije džamije, građene prije 1756.
- Nekad je postojao utvrđeni ahar, konačište za putnike namjernike.